# IBM 1440

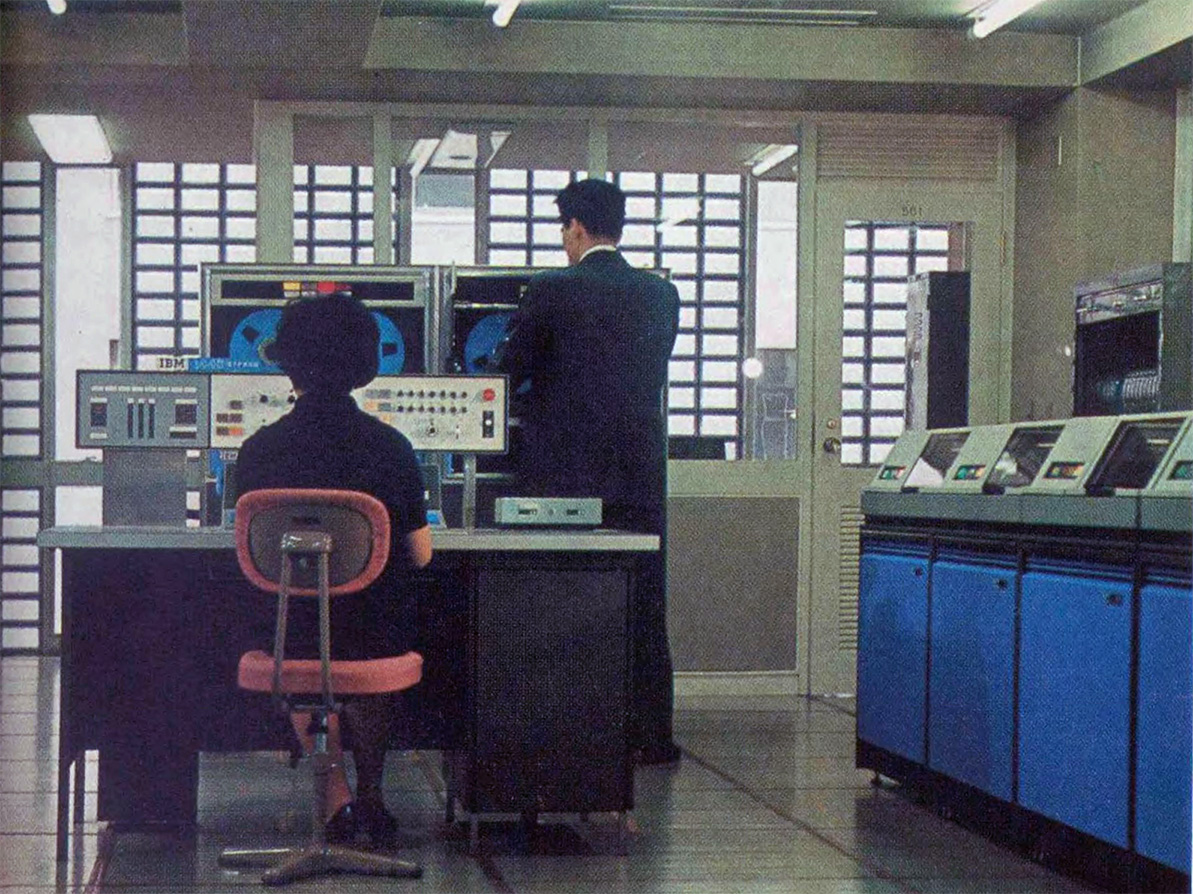
全購連に導入されたIBM 1440（1965年設置）

IBM 1440データ処理システムはIBM社が1960年代前半に世界的に販売した、トランジスターを使った第2世代の中小型商用IBM 1400シリーズの一つで、磁気ディスクを主要媒体に使ったコンピューター・システムである。当時輸入制限下にある日本でも、日本IBMにより国産化が行われて、広く使われた。

## 概要
IBM 1440データ処理システムは1962年11月に米国で販売開始され、その後世界的に広く使われて、1971年11月に販売中止されている。IBM社が1960年代前半に世界的に販売した、トランジスターと磁気コアメモリを使った第2世代の中小型商用IBM 1400シリーズの一つで、IBM 1440は磁気ディスクを主要媒体とするコンピューター・システムで、入出力にはIBMカードとプリンターであった。
機種構成は次の通り。
- IBM 1441 中央演算処理装置（CPU）
- IBM 1447 コンソール（Operator's Console）
- IBM 1442 カード読取り・穿孔（さんこう）装置 （Card Reader/Punch）
- IBM 1443 印刷装置（Printer）
- IBM 1311 磁気ディスク駆動装置（Magnetic Disk Drive）

IBM 1316ディスクパック（1つにつき200万文字を収容）が使えた
IBM 1400シリーズは、コンピューター内部では1文字が6ビット構成のBCDコード（二進化十進法）が使われた。プログラミング言語は、IBM 1440用にはアセンブリ言語のオートコーダー（Autocoder）が標準で用意され、 COBOLやFORTRANなどはIBMのユーザー団体のシェア（SHARE）などに登録のあるものをIBMが配布代行をしていた。

## 日本での国産化
当時の電子計算機の輸入制限時代に、IBM 1440は日本IBMにより千鳥町工場、後に藤沢工場で国産化されて、日本でも多量に利用された。

## 利用例
IBM 1440システムは、1965年にIBM System/360の出荷が始まる以前の1960年代前半には、同シリーズのIBM 1401システム（磁気テープを主要媒体とするコンピューター・システム）と共に、全世界で、全産業で広く使われた。日本では、国産化の影響もあり、おもにIBM 1440が使われた。
米国では、シカゴ市警察にハイエンドのIBM 1440システムが設置されている。
日本での多少有名な例としては、1964年 には東京オリンピックにてオリンピック史上初のオンラインシステムが実現したが、これはIBM 1410 - IBM 1440コンビネーションのデュアルシステムを東京・千駄ヶ谷の日本青年館に設置して、競技場13か所のIBM 1050データ通信システムを600～2400bpsの通信回線で結んだ。　
また、翌1965年には日本初の銀行オンラインシステムが三井銀行で実現したが、これは日本IBMが東京オリンピックから転用したIBM 1410 - IBM 1440コンビネーションのデュアルシステムを中央に置き、60支店に配置されたIBM 1060銀行専用端末とを結んだ構成であった。

## 参照
1. ↑  オリンピック史上初めてのオンラインシステム